# Армен Купчу
Армен Купчу (на гръцки: Άρμεν Κούπτσιος, Армен Купциос или Κούπτσος, Купцос) e гъркоманин, деец на гръцката въоръжена пропаганда в Македония.

## Биография
Купчу е роден в 1885 година в гагаузко семейство в драмското село Волак, Османската империя (днес Волакас, Гърция). На 18 години под влияние на капитан Константинос Даис, който е учител в Просечен, Купциос влиза в гръцката революционна организация, воюваща с българските чети на Вътрешната македоно-одринска революционна организация.
В 1906 година на дееца на ВМОРО Плацев от село Скрижово е възложено да отиде в Драма. Гръцкият комитет научава за това и възлага на Купуч, Христо Наков Бояджиев от Просечен и Петрос Мандзас от Палеохори да го убият. Тримата причакват Плацев в местността Чобанка край Турско село (днес Милопотамос) и го убиват. Изстрелите са чути от турския гарнизон в Османица (Калос Агрос). Бояджиев и Мандзас успяват да се спасят към Чаталджа и Алистрат, но Купчу е заловен. Въпреки усилията на драмския митрополит Хрисостом и на гръцкото консулство в Солун да го спасят, Купциос е осъден от солунския военен съд на смърт. При преместването му в Драма за екзекуция гръцкият комитет прави неуспешен опит за спасяването му.
Купчу е обесен в Драма на 14 септември 1906 година. Неговият син Прокопиос Купциос е убит от българската власт през 1916 година.
През 1967 година в центъра на Драма е издигната статуя на Купчу, а на неговото име е наречена и улица в центъра на града.